# Kis Pál (pedagógus)
Nemeskéri Kis Pál vagy Kiss Pál (Szentgrót, 1793. január 21. – Bécs, Osztrák Császárság, 1847. október 31.) pedagógus, költő, publicista, római katolikus pap, apátkanonok, a Magyar Tudományos Akadémia tiszteleti tagja (1846).

## Életútja
A kiterjedt, több jeles taggal rendelkező Nemeskéri Kiss család sarja. Azonos nevű rokona, Kiss Pál császári, királyi kamarás és tanácsos, Fiume kormányzója volt. Kis Pál elemi tanulmányait Sopronban végezte, majd pappá szenteléséig a győri egyházmegyei szemináriumban folytatott teológiai tanulmányokat. Fiatal papként előkelő főúri családoknál – 1818-ban Csákváron, a gróf Esterházyaknál nevelősködött. 1819-ben a Bécsi Egyetem könyvtárának segédtisztjévé nevezték ki, 1830 és 1846 között a Theresianum katonai nevelőintézetben a magyar nyelv és irodalom tanára volt. Egy ideig magyar könyvvizsgálóként (cenzorként9 is tevékenykedett, majd magyar nyelvre oktatta Ferenc Károly főherceg fiait, köztük 1840-től 1847-ig a későbbi uralkodót, Ferenc József főherceget is. A Magyar Tudományos Akadémián 1847. november 8-án Toldy Ferenc tartott fölötte gyászbeszédet.

## Munkássága
Több pedagógiai módszertani munkát, illetve magyar nyelvi, irodalmi, földrajzi tankönyvet, feladatgyűjteményt, irodalmi szöveggyűjteményt írt magyar és német nyelven. Verseivel és különféle tárgyú cikkeivel 1818-tól jelentkezett a kor neves lapjaiban (Helikon Kedvtölés, Tudományos Gyűjtemény, Felső-magyarországi Minerva, Jáczint Aglája, Athenaeum).  Szorgalmazta a korban népszerű Bell-Lancaster-féle módszer bevezetését a magyarországi népiskolákban, amelynek lényege az volt, hogy a nagy létszámú tanulócsoportokat kisebb csoportokra osztották, és azok élére jobb képességű diákokat jelöltek ki. Kis Pál nyelvtanári, nyelvpedagógiai munkásságának meghatározó műve az Ungrische Grammatik… című nyelvkönyve (1834), valamint az egy évvel később kiadott gyakorlókönyve. Az előbbi a korban elterjedt grammatizáló-fordító módszert követi ugyan, de nyelvtanának letisztultabb felépítésében, magyarázataiban, gyakorlataiban, táblázataiban, szerkezeti felépítésében a nyelv használatközpontú megközelítésének jó példája. Ez utóbbit támasztja alá, hogy a grammatika részhez 14 oldalnyi, mindennapi kifejezéseket, helyzetmondatokat tartalmazó fejezetet, valamint egy Olvasókönyvet is csatolt, amely a korban szokásos bölcselkedő, tanító és történelmi tárgyú szövegeket tartalmaz. Az 1835-ben kiadott irodalmi szöveggyűjteményébe újító módon elsőként vette fel az akkori magyar irodalom nagyjainak (Virág Benedek, Kisfaludy Sándor és Károly, Berzsenyi Dániel, Fáy András, Kölcsey Ferenc, Jósika Miklós, Czuczor Gergely, Vörösmarty Mihály, Bajza József és mások) munkásságát és műveit.
A Jenai Mineralógiai Társaság 1822-ben, a Magyar Tudományos Akadémia 1846. december 18-án választotta tiszteleti tagjai közé. Az írásmódról címen elkészült akadémiai székfoglalóját csak halála után mutatták be az Akadémia tagságának.

## Főbb művei
- Paulus Kiss: Carmen honoribus eminentissimi, ac reverendissimi domini domini Gabrielis Antonii e comitibus Severoli archiepiscopi, episcopi Viterbii, et Tuscaniae … nuntii apostolici dum purpura cardinalitia ornaretur, dicatum a Paulo Kiss dioecesis Jaurinensis presbytero, mense Martio 1816. Viennae: Schmidbauer. 1816.
- Rövid földírás a legújabb polgári változások szerint: Tanuló ifjak számára. Bécs: (kiadó nélkül). 1818.
- Tanítás módja: A várasi és falusi iskolamesterek számára. Buda: typ. Universitatis. 1830.   (Szerb és magyar nyelven, románra ford. Moaler Péter, Buda, 1831.)
- A’ sajtó’ szabadsága. Bécs: Haykul. 1832.
- Ungrische Grammatik nach einer neuen und leicht faßlichen Methode theoretisch und praktisch bearbeitet. Wien: Gerold. 1834.
- A magyar literatura remek darabokban: Kézi könyvül a tanító intézetek számára. Bécs: Gerold. 1835.
- Aufgaben zur Übung in der ungarischen Sprache und einige Lesestücke nach der Interlinear-Methode Für alle Liebhaber dieses Idioms, zunächst aber für jene, die des Verfassers Grammatik gebrauchen. Wien: (kiadó nélkül). 1835.